# Duncan Hodge
Pour les articles homonymes, voir Hodge.
Pas d'image ? Cliquez ici

a Compétitions nationales et continentales officielles uniquement.

b Matchs officiels uniquement.
Dernière mise à jour le 2 décembre 2021.
Duncan William Hodge, né le 18 août 1974 à Dumfries, est un joueur écossais de rugby à XV évoluant au poste de demi d'ouverture. Il joue à 26 reprises de 1997 à 2002 avec l'Équipe d'Écosse de rugby à XV.

## Clubs successifs
- Edinburgh 1996-2003
- Leeds Tykes 2003-2005
- Edinburgh 2005-2007

Il joue avec les Edinburgh Gunners en coupe d'Europe et dans la Ligue Celtique.

## Statistiques en sélection nationale
- 26 sélections
- 123 points (6 essais, 15 transformations, 20 pénalités, 1 drop)
- 1er match le 15 mars 1997 contre l'Équipe de France de rugby à XV
- Sélections par année : 3 en 1997, 2 en 1998, 5 en 1999, 7 en 2000, 5 en 2001, 4 en 2002
- Tournois des cinq/six nations disputés : 1997, 1999, 2000, 2001, 2002